# Culhwch en Olwen

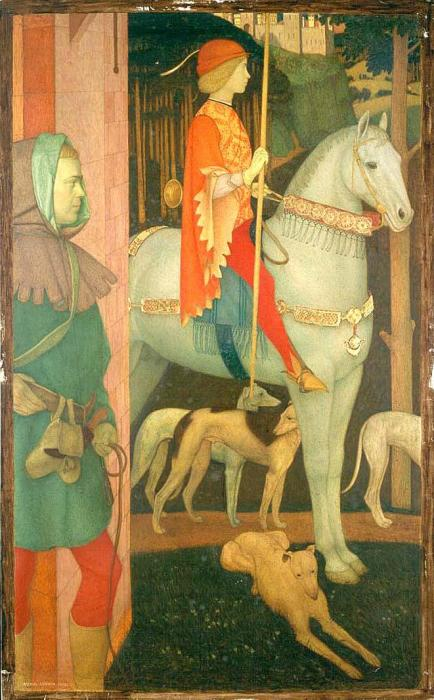
Culhwch

Culhwch en Olwen (Welsh: Culhwch ac Olwen) is een Welsh verhaal, dat beschouwd kan worden als een van de eerste en bovendien het langste prozaverhaal in de vroege traditie van de verhalen rond Koning Arthur. De naam van de hoofdpersoon komt ook voor in de spellingen 'Kulhwch' en 'Kilhwich'.
Het verhaal komt voor in twee middeleeuwse manuscripten: de oudste versie komt uit het Witte Boek van Rhydderch uit de vroege 14e eeuw. Een completere versie staat in het Rode Boek van Hergest (rond 1400). Het verhaal zelf stamt vermoedelijk uit de 10e eeuw. De romance is opgenomen in de bundel Mabinogion, een serie vertalingen van vroege Welshe verhalen door Lady Charlotte Guest, gepubliceerd tussen 1838 en 1849.

## Samenvatting
De moeder van Culhwch sterft kort na zijn geboorte. Vlak voor haar overlijden zegt zij haar man dat hij een nieuwe vrouw moet zoeken, maar niet voordat op haar graf, dat hij goed moet verzorgen, een doornstruik in bloei zal staan. Hij laat het graf inderdaad goed verzorgen, maar op de duur raakt het toch wat verwaarloosd. Na zeven jaar blijkt er inderdaad een struik op te bloeien, het teken dat hij een nieuwe vrouw mag zoeken. Culhwch' stiefmoeder zegt hem na verloop van tijd dat, als hij haar dochter niet wil trouwen, hij de hand zal moeten trachten te winnen van Olwen, de dochter van de formidabele Yspadadden, de leider van reuzen. Hoewel Culhwch het meisje nog nooit gezien heeft, ontbrandt hij niettemin in liefde voor haar. Aangezien hij een neef is van koning Arthur, besluit hij diens hulp in te roepen, en rijk beladen met juwelen en wapenrusting vertrekt hij naar diens hof. Als hij daar zijn queeste voorlegt, blijkt niemand ooit van Olwen of haar vader gehoord te hebben. Arthur besluit vervolgens Culhwch bij te staan en schenkt hem de hulp van een aantal van zijn dapperste ridders, onder wie Sir Kay, Bedwyr en Gawain.
Met hun hulp weet hij uiteindelijk het kasteel van Olwens vader te vinden. Deze stelt echter 39 onmogelijk geachte eisen voordat hij een huwelijk wil toestaan. De reden daarvoor is dat hij bij een huwelijk van zijn mooie dochter zelf het leven zal laten. Om diezelfde reden heeft hij al vele eerdere huwelijkskandidaten van het leven beroofd. Culhwch besluit echter met behulp van zijn kompanen en van Arthur zelf de opdrachten te volbrengen, wat na vele avonturen ook lukt. Een van de avonturen is de bevrijding van Mabon (Maponos, grote zoon), de zoon van Modron (Matrona, grote moeder), uit een gevangenis in Gloucester. Een ander avontuur is de jacht op het zwijn Twrch Twryth met een kam, een scheermes en een schaar tussen zijn oren, die buitgemaakt moeten worden. Het zwijn heeft zeven jongen, onder wie Grugyn Silver Bristle, Llwydawg the Killer, Twrch Llawin, Gwys (big), Banw (big) en Benwig (zeug). Arthur weet hen te overwinnen. Olwen wordt dan ook uiteindelijk de vrouw van Culhwch. Haar hardvochtige vader wordt tot op het bot geschoren en onthoofd.